# Bridgecamera

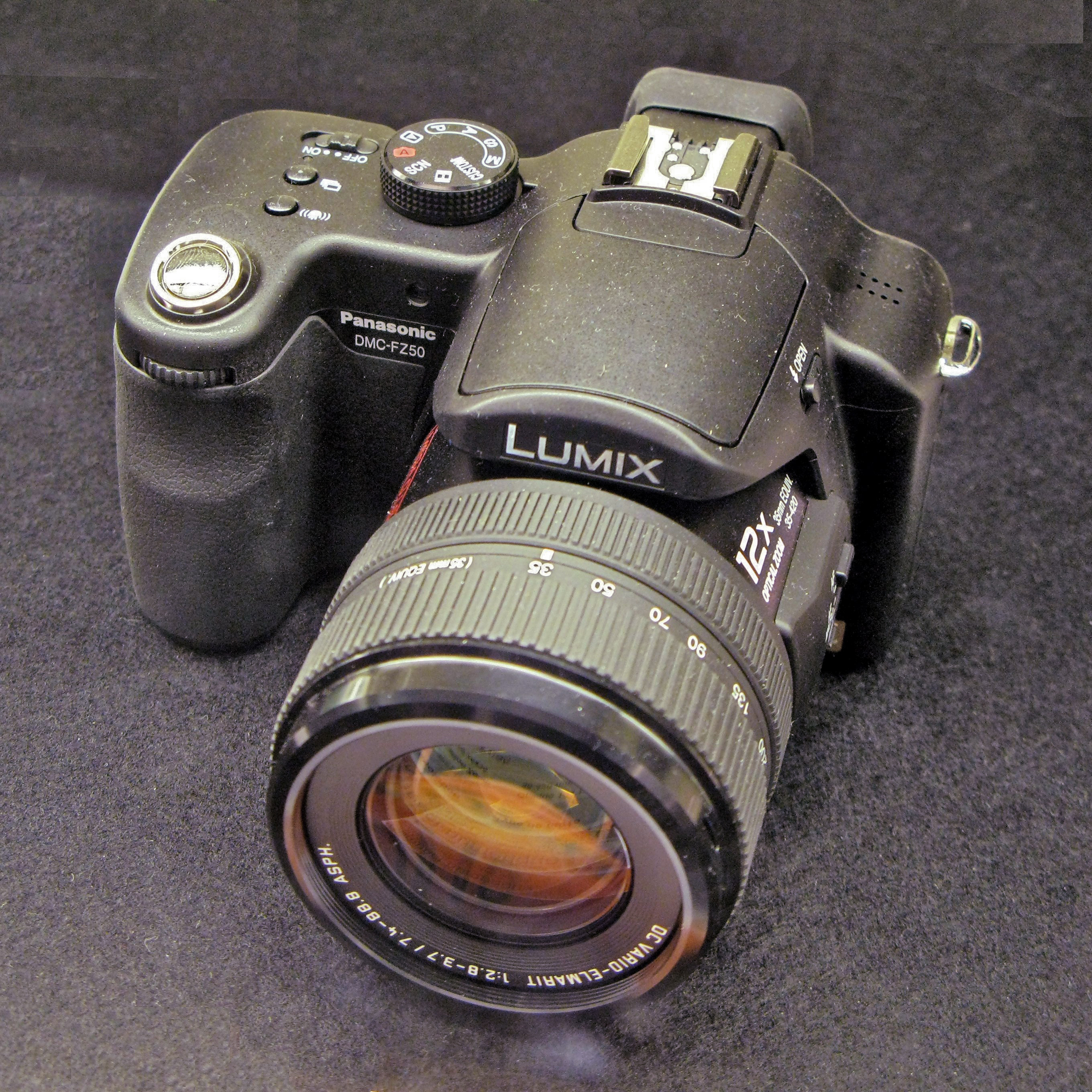
Panasonic Lumix DMC-FZ50 bridgecamera met een twaalfvoudige zoomlens

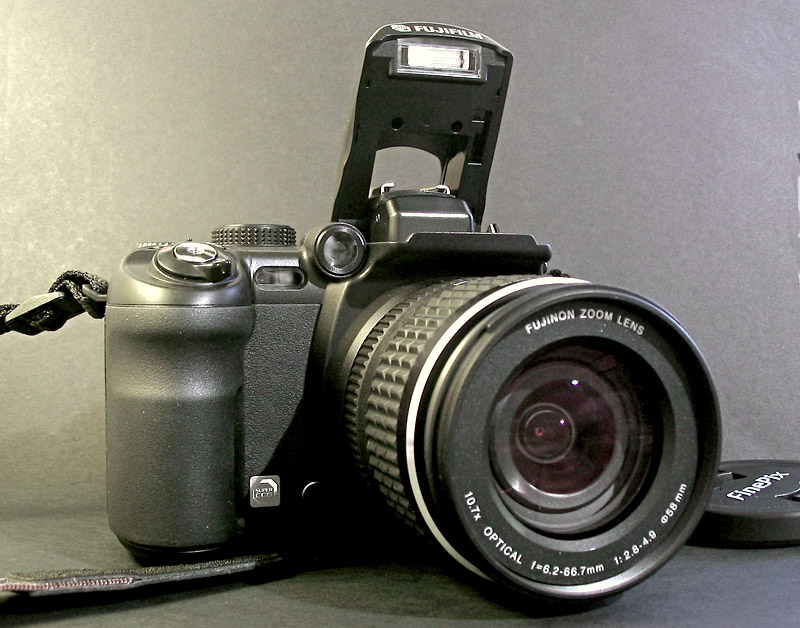
Fujifilm Finepix S9000 (S9500 in Europa) bridgecamera

Een bridgecamera is een digitale camera met geavanceerde functies zoals handmatige instelling, een krachtige en veelzijdige niet-verwisselbare zoomlens en een elektronische zoeker afleesbaar via een oculair en een lcd-scherm op de achterkant van het toestel. De naam komt van het Engelse "bridge", wat "brug" betekent, en verwijst naar de plaats die deze soort camera's innemen tussen de compacte digitale camera's en de digitale spiegelreflexcamera's
De bridgecamera zit wat mogelijkheden betreft tussen een compactcamera en een spiegelreflex in. Hij heeft een vaste lens, die door zijn veelzijdigheid echter in veel situaties kan worden ingezet. Bridgecameras zijn ook lichter en goedkoper dan een spiegelreflex. Sommige hebben zoomlenzen met een bereik van groothoek naar superzoom (bijvoorbeeld 28mm - 1000mm kleinbeeldequivalent). Ook voor de straatfotograaf is het een erg veelzijdige camera, al zal hij wel meer opvallen dan een compactcamera.